# Нежная и порочная Эммануэль
«Нежная и порочная Эммануэль» (фр. Tendre et perverse Emanuelle) — французский эротический триллер режиссёра Хесуса Франко (фильм вышел на год раньше, нежели ставший впоследствии всемирно известным фильм Эммануэль режиссёра Жюста Жакена).

## Сюжет
Пианистку Эммануэль находят мёртвой и с сильно изуродованным лицом. В ходе расследования выясняется, что при жизни, несмотря на очень ревнивого мужа, Эммануэль вела обильную сексуальную жизнь на стороне.

## В ролях
- Норма Кастель — Барбара (Эммануэль) Орст
- Джек Тейлор — Мишель Древиль
- Лина Ромай — Грета Дуглас
- Элис Арно — Ивонн